# 横沥镇 (东莞市)
横沥镇，是中国广东省东莞市下辖的一个镇。总面积50平方公里，常住人口27.93万人。横沥镇下辖1个社区和16个村。横沥镇的工业以电子、五金、服装、制鞋为主，2005年，全镇国内生产总值为30.7亿元。2019年中国百强乡镇第68名。2019年12月入选第七批“中国华侨国际文化交流基地”。鎮人民政府駐中山路419號。

## 行政区划
横沥镇下辖以下地区：
恒泉社区、石涌村、隔坑村、半仙山村、横沥村、田头村、田坑村、村头村、长巷村、田饶步村、六甲村、村尾村、水边村、新四村、山厦村、月塘村和张坑村。

## 人口
根據第七次全国人口普查數據，截至2020年11月1日零時，橫瀝鎮常住人口27.93萬人。

## 文化
- 逸颐艺舍博物馆

## 名人
- 劉紀文：中國民主革命家，中華民國政治人物
- 鄧炳強：香港特別行政區保安局局長，前香港警務處處長
- 吳家樂：香港男主持及演員